# 长鼻隙蛛
长鼻隙蛛（学名：Coelotes nariceus）为暗蛛科隙蛛属的动物。在中国大陆，分布于吉林等地。该物种的模式产地在吉林长白山。